# Montigny-lès-Condé
Montigny-lès-Condé är en kommun i departementet Aisne i regionen Hauts-de-France i norra Frankrike. Kommunen ligger  i kantonen Condé-en-Brie som ligger i arrondissementet Château-Thierry. År 2022 hade Montigny-lès-Condé 50 invånare.

## Befolkningsutveckling
Antalet invånare i kommunen Montigny-lès-Condé
Referens: INSEE